# クリティクス・チョイス・ムービー・アワード アクション映画男優賞
クリティクス・チョイス・ムービー・アワード アクション映画男優賞（クリティクス・チョイス・ムービー・アワード アクションえいがだんゆうしょう、Critics' Choice Movie Award for Best Actor in an Action Movie）は、クリティクス・チョイス・アワードの賞の一つであり、クリティクス・チョイス・アソシエーションがその年の優れたアクション映画の主演俳優に贈る映画賞である。2012年から2016年まで選出された。

## 受賞結果

### 2010年代
| 年   | 俳優                           | 作品                                         | 役名                                            | 出典        |
| ---- | ------------------------------ | -------------------------------------------- | ----------------------------------------------- | ----------- |
| 2012 | ダニエル・クレイグ             | 007 スカイフォール                           | ジェームズ・ボンド                              | [ 1 ]       |
| 2012 | クリスチャン・ベール           | ダークナイト ライジング                      | ブルース・ウェイン / バットマン                 | [ 1 ]       |
| 2012 | ロバート・ダウニー・ジュニア   | アベンジャーズ                               | トニー・スターク / アイアンマン                 | [ 1 ]       |
| 2012 | ジョセフ・ゴードン＝レヴィット | LOOPER/ルーパー                              | ジョー                                          | [ 1 ]       |
| 2012 | ジェイク・ジレンホール         | エンド・オブ・ウォッチ                       | ブライアン・テイラー                            | [ 1 ]       |
| 2013 | マーク・ウォールバーグ         | ローン・サバイバー                           | マーカス・ラトレル                              | [ 2 ]       |
| 2013 | ヘンリー・カヴィル             | マン・オブ・スティール                       | クラーク・ケント / スーパーマン                 | [ 2 ]       |
| 2013 | ロバート・ダウニー・ジュニア   | アイアンマン3                                | トニー・スターク / アイアンマン                 | [ 2 ]       |
| 2013 | ブラッド・ピット               | ワールド・ウォーZ                            | ジェリー・レイン                                | [ 2 ]       |
| 2014 | ブラッドリー・クーパー         | アメリカン・スナイパー                       | クリス・カイル                                  | [ 3 ]       |
| 2014 | トム・クルーズ                 | オール・ユー・ニード・イズ・キル             | ウィリアム・ケイジ                              | [ 3 ]       |
| 2014 | クリス・エヴァンス             | キャプテン・アメリカ/ウィンター・ソルジャー  | スティーブ・ロジャース / キャプテン・アメリカ   | [ 3 ]       |
| 2014 | ブラッド・ピット               | フューリー                                   | ドン・“ウォーダディー”・コリアー                | [ 3 ]       |
| 2014 | クリス・プラット               | ガーディアンズ・オブ・ギャラクシー           | ピーター・ジェイソン・クイル / スター・ロード   | [ 3 ]       |
| 2015 | トム・ハーディ                 | マッドマックス 怒りのデス・ロード            | マックス                                        | [ 4 ]       |
| 2015 | ダニエル・クレイグ             | 007 スペクター                               | ジェームズ・ボンド                              | [ 4 ]       |
| 2015 | トム・クルーズ                 | ミッション:インポッシブル/ローグ・ネイション | イーサン・ハント                                | [ 4 ]       |
| 2015 | クリス・プラット               | ジュラシック・ワールド                       | オーウェン・グレイディ                          | [ 4 ]       |
| 2015 | ポール・ラッド                 | アントマン                                   | スコット・ラング / アントマン                   | [ 4 ]       |
| 2016 | アンドリュー・ガーフィールド   | ハクソー・リッジ                             | デズモンド・T・ドス                             | [ 5 ] [ 6 ] |
| 2016 | ベネディクト・カンバーバッチ   | ドクター・ストレンジ                         | スティーヴン・ストレンジ / ドクター・ストレンジ | [ 5 ] [ 6 ] |
| 2016 | マット・デイモン               | ジェイソン・ボーン                           | ジェイソン・ボーン                              | [ 5 ] [ 6 ] |
| 2016 | クリス・エヴァンス             | シビル・ウォー/キャプテン・アメリカ          | スティーブ・ロジャース / キャプテン・アメリカ   | [ 5 ] [ 6 ] |
| 2016 | ライアン・レイノルズ           | デッドプール                                 | ウェイド・ウィルソン / デッドプール             | [ 5 ] [ 6 ] |